# OVB Holding
OVB Holding, società per azioni di diritto tedesco, è un'azienda di servizi di gestione patrimoniale con sede a Colonia ed espansa nei principali mercati europei (Svizzera, Repubblica Ceca, Austria, Slovacchia, Ungheria, Croazia, Grecia, Polonia, Spagna, Francia, Italia, Romania ed Ucraina).
Fondata nel 1970, la società ha sempre avuto come attività principale l'intermediazione assicurativa.

## OVB in borsa
OVB Holding AG, la finanziaria del gruppo OVB è quotata alla borsa di Francoforte nel segmento Prime Standard.
OVB Holding è presente sul listino dal 21 luglio 2006 con un floating del 12,02%, quotata tramite un'Offerta Pubblica di Vendita e Sottoscrizione (OPVS) in cui, sul totale di 2.857.128 azioni, il 39,7% sono di nuova emissione, mentre ben il 60,3% è rappresentato da precedenti azionisti che hanno deciso di cedere la loro quota al momento della quotazione.

## OVB in Italia
In Italia OVB è presente con il marchio OVB Consulenza Patrimoniale S.r.l. dal 2002 e con sede principale a Verona.
I servizi offerti riguardano tutte le aree del settore economico, suddivisi in 5 macro settori: bancario, assicurativo, immobiliare, investimenti e statale. I servizi che OVB può offrire comprendono diverse formule di accesso al credito, mutui, finanziamenti, prestiti e cessioni del quinto dello stipendio, nel ramo assicurativo può vantare un gran numero di mandati, con cui lavora per trovare diversi tipi di coperture per la clientela senza essere vincolata ad una compagnia assicurativa precisa. OVB è attiva in Italia anche nei rami di risparmio e investimento. Tuttavia, OVB Italia offre esclusivamente servizi di vendita sulle aree suddette mediante subagenti assicurativi e non effettua nessun tipo di investimento in maniera diretta, essendo la società registrata in forma di semplice S.r.l. e non come S.I.M. (Società di Intermediazione Mobiliare) o come istituto creditizio (banche ed assicurazioni), per i quali è necessaria l'autorizzazione di Banca d'Italia e Consob. 
OVB Italia per i servizi di assicurazione e previdenza si appoggia localmente a diversi partner. Tali attività vengono eseguite tramite subagenti assicurativi.